# Eugen Rosenberg
Eugen Rosenberg (24. února 1907 Topoľčany – 21. listopadu 1990 Londýn) byl funkcionalistický architekt, narozený ve slovenských Topoľčanech. Vystudoval a ve druhé polovině třicátých let působil v Praze. Před začátkem druhé světové války emigroval do Velké Británie. Zde byl později spolumajitelem architektonické kanceláře YRM (Yorke Rosenberg Mardall).

## Život
Narodil se ve slovenských Topoľčanech. V roce 1929 v Paříži krátce pracoval v ateliéru Le Corbusierově. Poté studoval architekturu na Akademii výtvarných umění v Praze u profesora Josefa Gočára (1929-1932). Pracoval jako praktikant u Josefa Havlíčka a Karla Honzíka.
V letech 1934-1938 vedl vlastní ateliér v Praze. Postavil dvě funkcionalistické vily v Topoľčanech a šest bytových domů v Praze. V roce 1938 emigroval do Velké Británie. Zde v roce 1944 založil spolu s F. R. S. Yorkem a Cyrilem Mardallem ateliér YRM (Yorke Rosenberg Mardall).

## Dílo v Československu
- 1933 – 1934 budova Československého červeného kříže, Topoľčany
- 1934 Vila doktora Mokrého, Topoľčany [1]
- 1935 – 1937 nájemní dům J. Hanáka, č. p. 756, Praha 7-Holešovice, Letohradská 52
- 1936 nájemní dům J. Hanáka, č. p. 477, Praha 7-Holešovice, U Průhonu 16 [2][3][4]
- 1936 – 1937 nájemní dvojdům bratří Böhmů, č. p. 422 a 423, Praha 7-Holešovice, Antonínská 4-6
- 1937 nájemní a obchodní dům č. p. 387, Praha 7-Holešovice, Milady Horákové 56
- 1937 – 1938 dům č. p. 1920, Praha 1-Nové Město, Ve Smečkách 27 a dům č. p. 622, Štěpánská 36, které jsou spojeny elegantní pasáží.

## Galerie

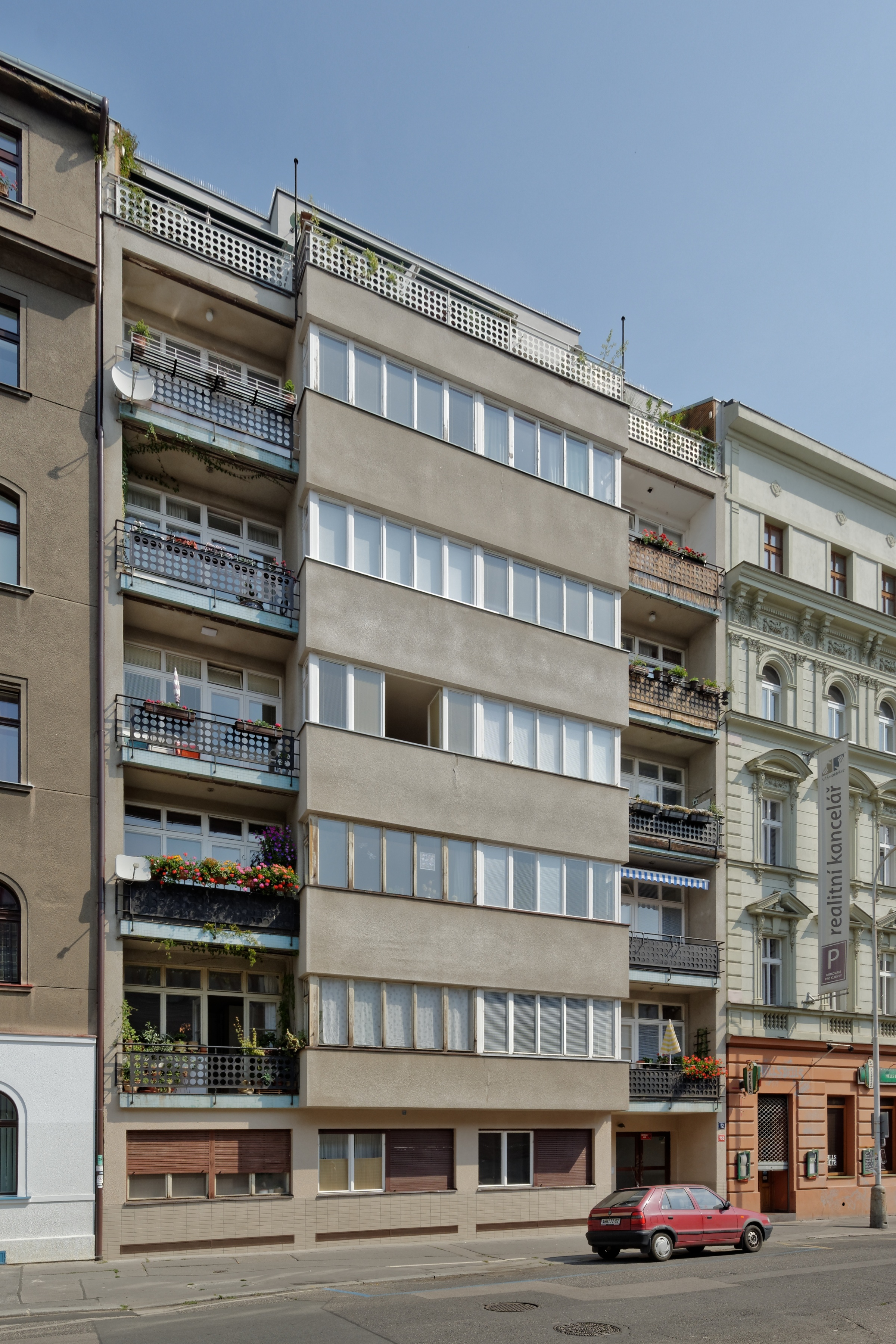
1935-1937 Nájemní dům J. Hanáka, Praha 7 - Holešovice, Letohradská 756/52
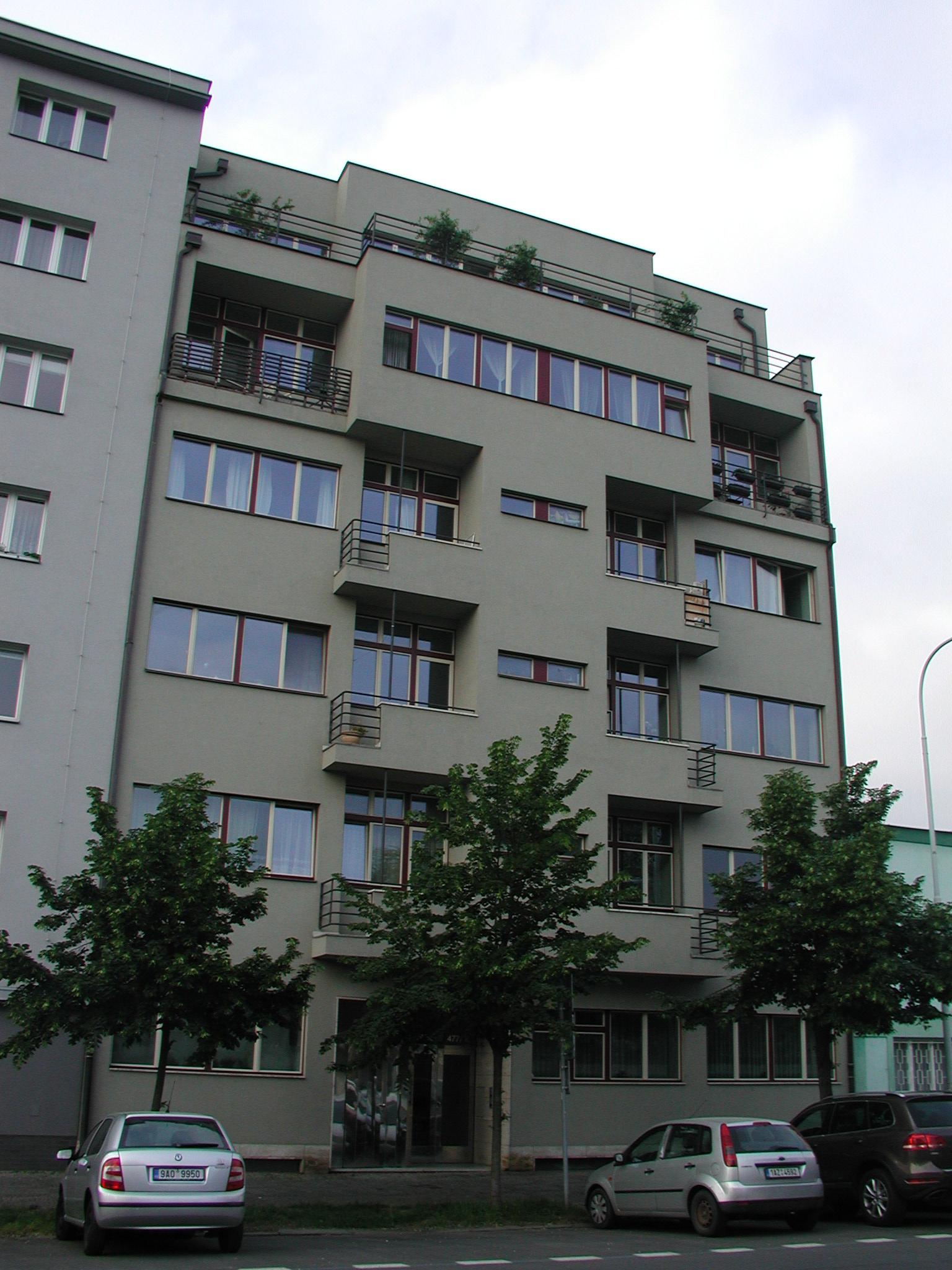
1936 Nájemní dům Praha - Holešovice, U Průhonu 16
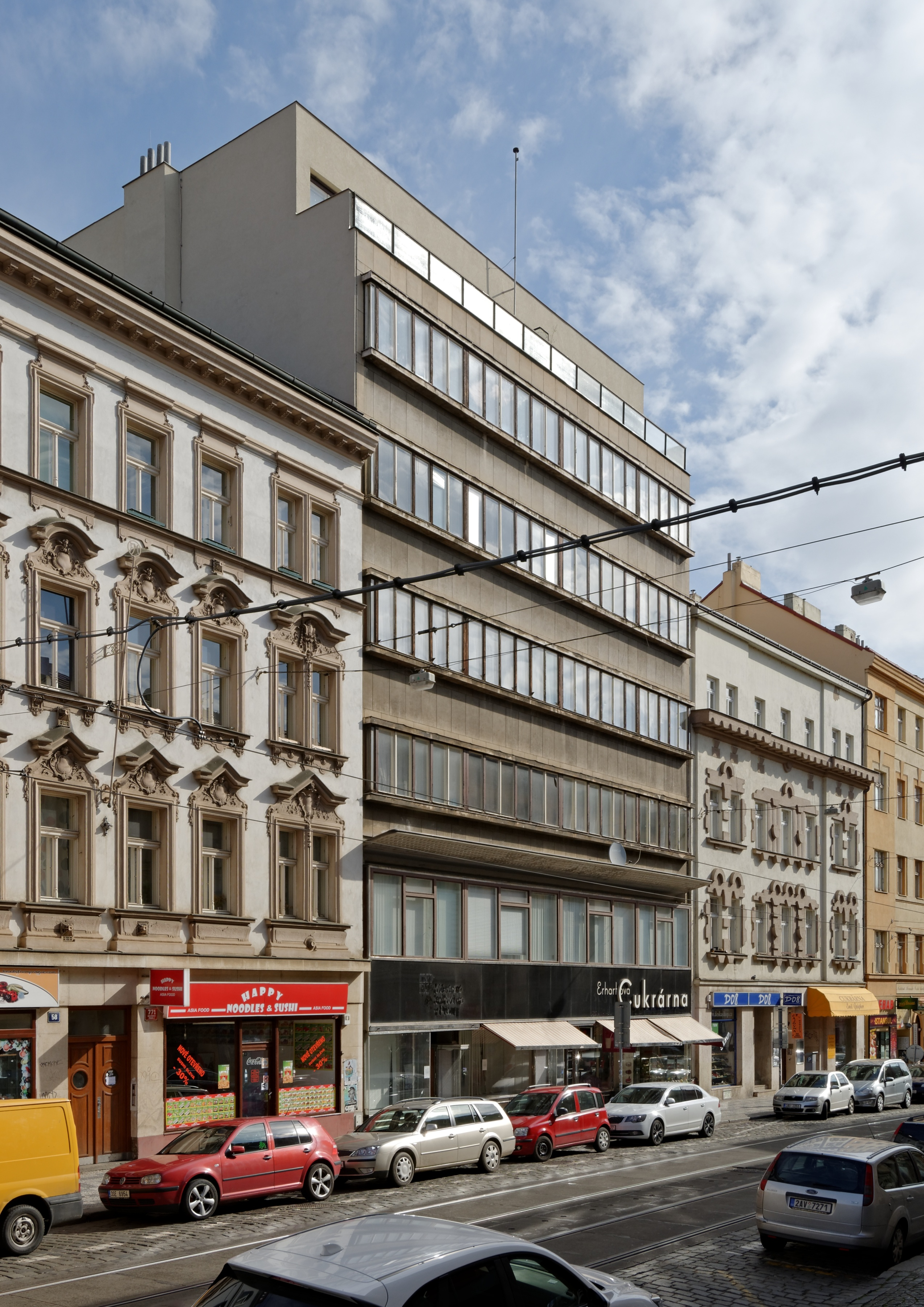
1937 Palác Letná, Praha 7 - Holešovice, Milady Horákové 387/56
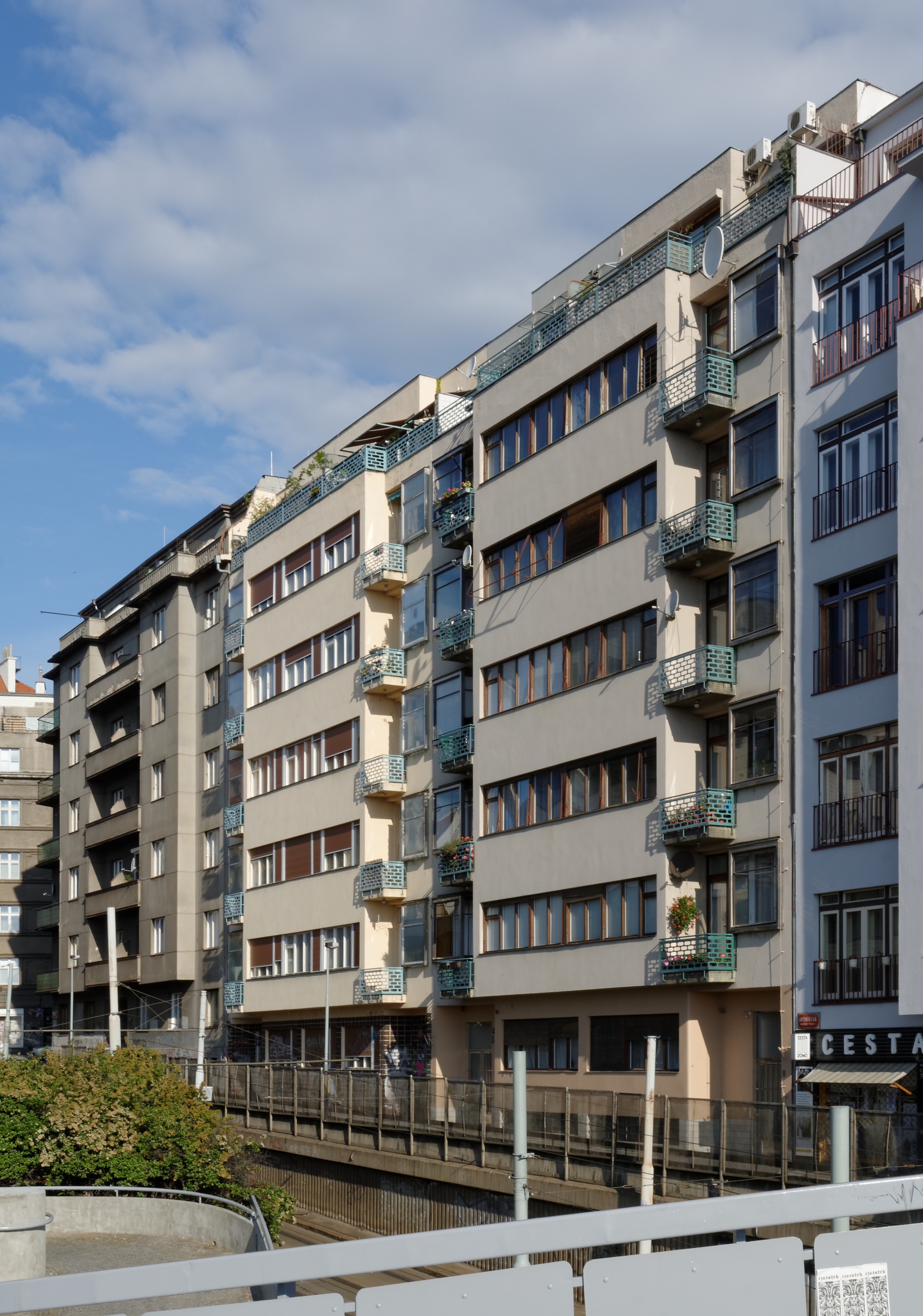
1937 Nájemní dvojdům bratří Böhmů, Praha 7-Holešovice, Antonínská 4-6
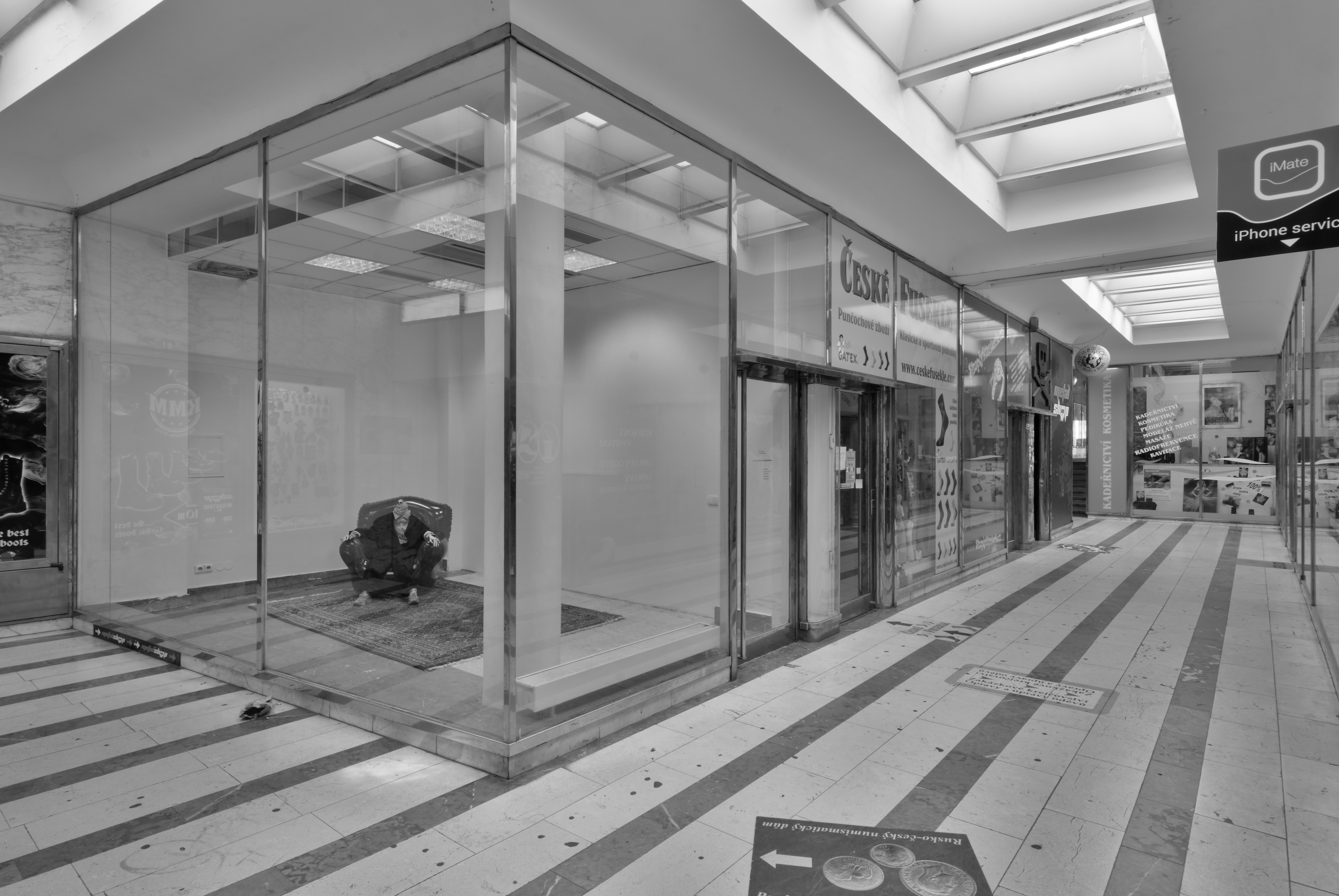
1938 Nájemní a obchodní dům Ferdinanda Baumanna, Štěpánská pasáž mezi domy Štěpánská 37 / Ve Smečkách 27.
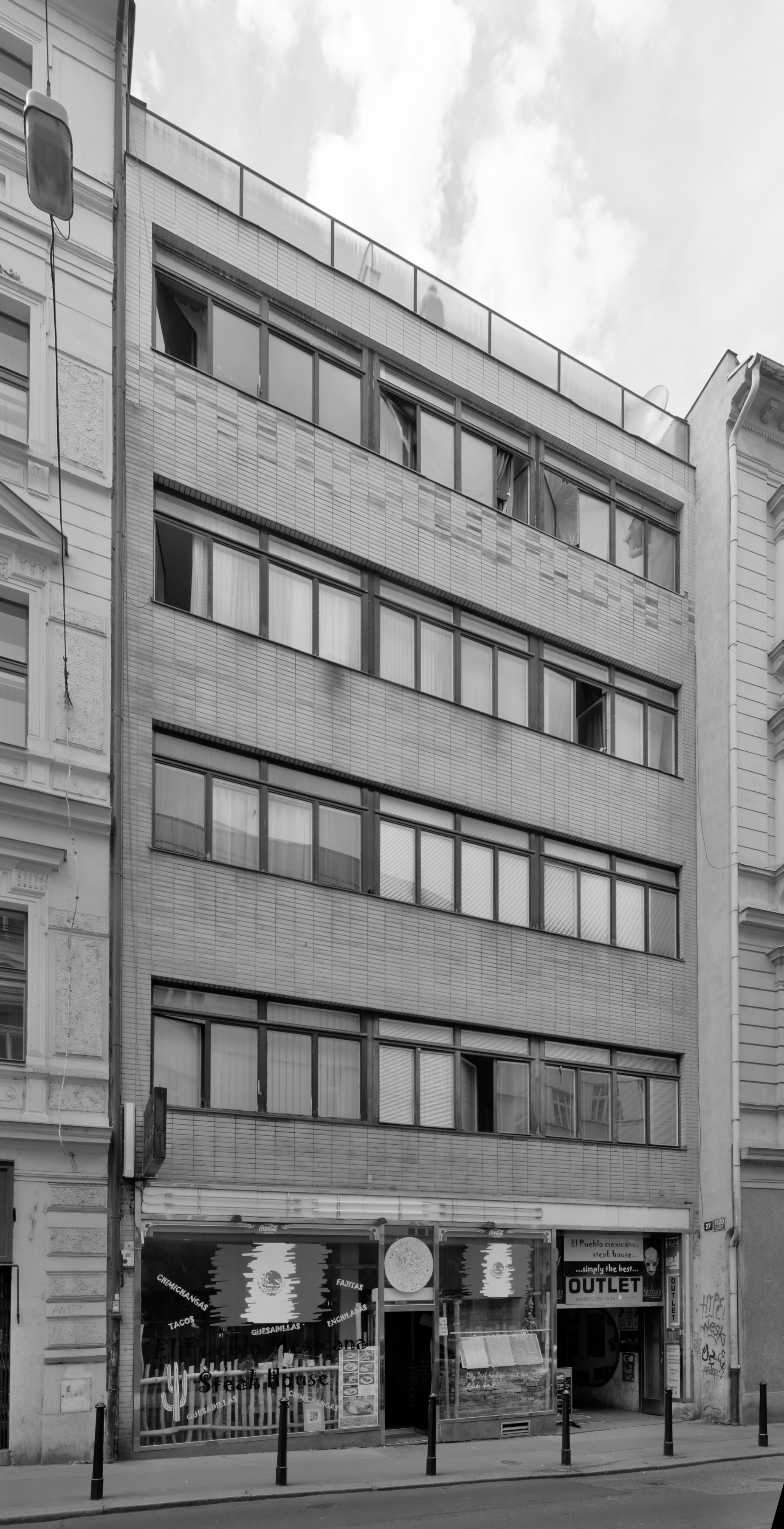
1938 Nájemní a obchodní dům Ferdinanda Baumanna, průčelí do ulice Ve Smečkách.